# Prätorianer
Die Prätorianergarde (oder kürzer Prätorianer, lateinisch praetoriani) war eine Garde-Truppe, die von den römischen Kaisern eingesetzt wurde. Auch zu republikanischen Zeiten wurden Gardisten von Feldherren genutzt (cohors praetoria), und sie lassen sich für die Familie der Scipionen bereits um das Jahr 275 v. Chr. nachweisen. Die Liktoren der höheren Ränge des Cursus honorum und die extraordinarii (eine erweiterte Schutztruppe der Amtsträger, da die Liktoren ihrer Aufgabe allein nicht mehr gewachsen waren) wurden nach und nach zu den ersten Prätorianern vereinigt. Die erste Garde, die den Namen Prätorianer trug, wurde wohl um 138 v. Chr. geschaffen. Es handelte sich während der Zeit der Republik allerdings nie um eine dauerhafte Einrichtung, sondern um Soldaten, die während eines Feldzuges ausgewählt wurden, um die Leibwache des jeweiligen Kommandeurs zu bilden, dessen Hauptquartier als praetorium bezeichnet wurde.
Der erste Kaiser, Augustus, löste seine Prätorianer nach dem Ende der Bürgerkriege nicht auf, sondern transformierte sie ab 27 v. Chr. in eine permanente Garde, die mehrere tausend Mitglieder zählte. Seit 2 v. Chr. unter dem Oberbefehl der Prätorianerpräfekten stehend, nahm die Truppe im Verlauf der Kaiserzeit immer wieder Einfluss auf die Thronfolge und indirekt auf die Politik der Herrscher. Konstantin der Große löste die Prätorianergarde im Jahr 312 auf; ihre Funktionen als Gardewacheinheit übernahmen in der Spätantike unter anderem die scholae palatinae, die excubitores und die protectores domestici. Der Posten des Prätorianerpräfekten blieb hingegen bis ins 7. Jahrhundert als nunmehr ziviles Amt bestehen.

## Geschichte

### Ursprung

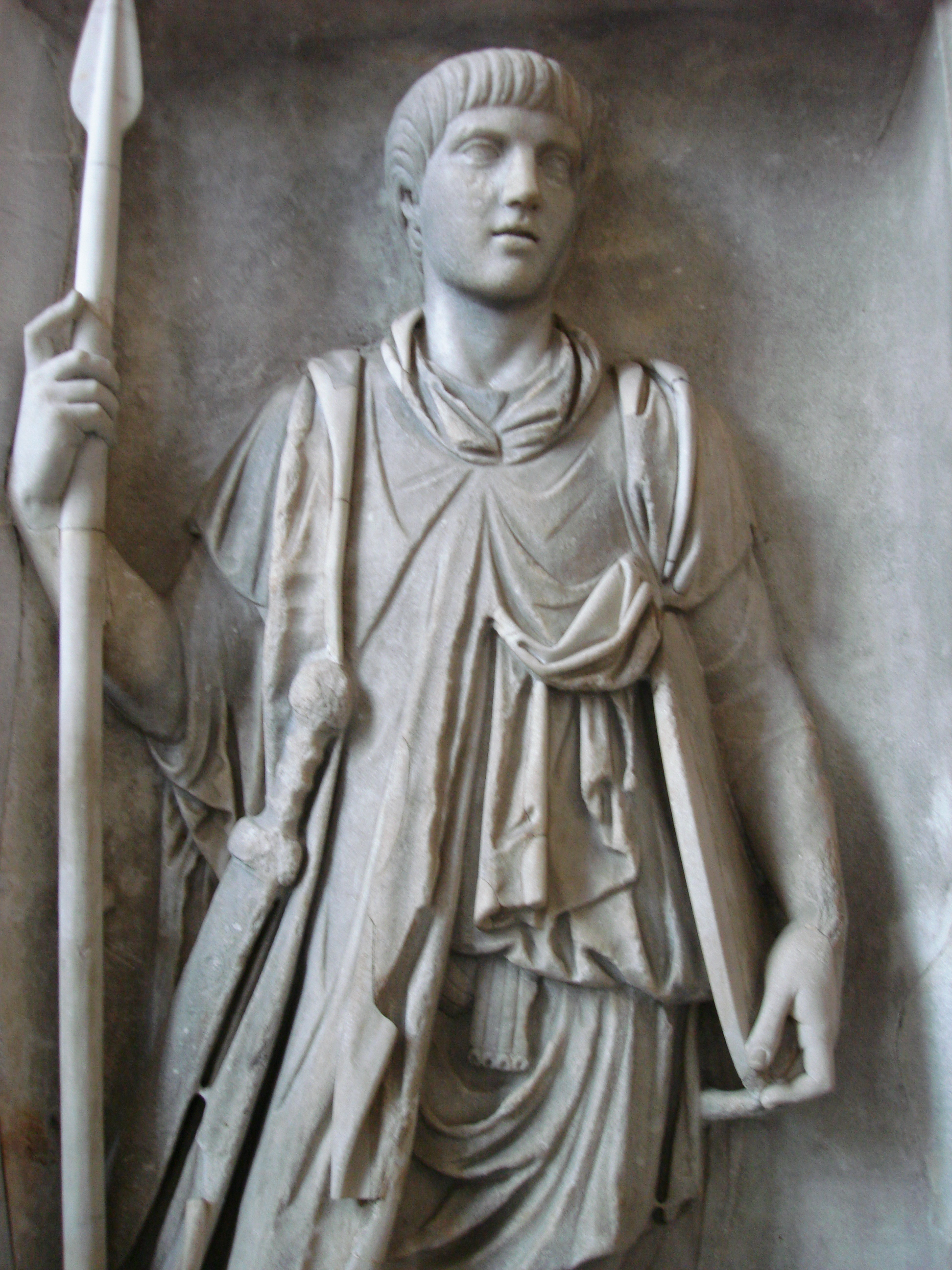
Ein Prätorianer des frühen 2. Jahrhunderts

Der Begriff Prätorianer rührt vom Hauptplatz des Legionslagers mit dem Zelt des Feldherrn her, dem praetorium. Es war Gewohnheit vieler römischer Generäle (Legaten), aus den Rängen eine private Truppe von Soldaten auszusuchen, die als Leibwache des Zelts oder der eigenen Person agierte. Scipio der Jüngere stellte eine besondere Truppe aus 500 Mann auf, die aus Klienten und Freunden bestand, und cohors amicorum genannt wurde. Diese Truppe bestand sowohl aus Infanterie als auch Kavallerie. Später wurde eine derartige Einheit cohors praetoria genannt, und viele bekannte Militärführer bedienten sich ihrer, einschließlich Gaius Iulius Caesar, Marcus Antonius und Augustus. Als Augustus im Jahr 27 v. Chr. Herrscher des römischen Reiches geworden war, entschied er, dass eine derartige Formation nicht nur im Krieg, sondern auch in der Politik nützlich sein könne, und rekrutierte aus den Rängen der Legionen aller Provinzen die Prätorianergarde.

### Die Prätorianer unter Augustus
Die Mannschaft, die ursprünglich aufgestellt wurde, unterschied sich noch erheblich von der späteren Garde. Während Augustus einerseits eine ihm in Rom zur Verfügung stehende militärische Bedeckung benötigte, war er gleichzeitig darauf bedacht, den republikanischen Anschein seiner Herrschaft zu wahren. Da Legionen sich eigentlich nur in Ausnahmefällen in Italien aufhalten durften, verfügte er stattdessen die Aufstellung von neun Prätorianerkohorten mit je 500 (oder 1000) Männern, von denen nur drei gleichzeitig ihren Dienst in der Hauptstadt absolvieren durften, wo sie dezentral untergebracht wurden. Eine geringe Anzahl von Kavallerieeinheiten (turmae) von je 30 Männern wurde ebenfalls aufgestellt. Während einige dieser Einheiten möglichst unauffällig im Palast und in größeren Gebäuden patrouillierten, waren die übrigen in den Städten der näheren Umgebung Roms stationiert, so dass von diesen einzelnen Kohorten keine Bedrohung auszugehen schien. Die Einsetzung von zwei Prätorianerpräfekten (Quintus Ostorius Scapula und Publius Salvius Aper) im Jahr 2 v. Chr. bildete keine Änderung dieses Systems, sondern diente lediglich der Verbesserung von Organisation und Kommando.

### Die Prätorianer unter den Claudiern
Augustus’ Tod am 19. August 14 n. Chr. bedeutete auch einen Einschnitt für die Prätorianer, deren Einfluss nun rasch wuchs. Durch die Maßnahmen ihres Präfekten Sejan, der das Vertrauen des neuen Kaisers Tiberius genoss, wurde die Garde aus den italischen Kasernen nach Rom selbst verlegt: Im Jahr 23 überzeugte Sejan den Kaiser, dass ein zentrales Prätorianerlager (castra praetoria) benötigt werde, das schließlich am Stadtrand Roms, knapp außerhalb des Pomeriums, errichtet wurde. Je eine der Kohorten sollte ab jetzt die tägliche Wache im kaiserlichen Palast absolvieren, so dass die Kaiser fortan in Rom über die gesamte Garde verfügten, aber zugleich stärker der Gnade der Prätorianer ausgeliefert waren. Als sich Tiberius wenig später entschloss, seine Residenz nach Capri zu verlegen und Sejan die alltäglichen Geschäfte in Rom zu übertragen, wuchs die Macht der Gardepräfekten noch einmal an. Das Ausmaß wurde im Jahr 31 deutlich, als Tiberius, der zu diesem Zeitpunkt immer noch auf Capri residierte, beschloss, den Präfekten zu beseitigen, sich aber gezwungen glaubte, sich gegen Sejan auf die Stadtwachen der vigiles zu stützen; er  konnte offenbar nicht sicher einschätzen, ob die Garde in Rom eher ihm oder eher Sejan gegenüber loyal sein würde. Obwohl die Prätorianergarde während des Sturzes ihres Präfekten letztlich ihre Treue gegenüber dem Kaiser unter Beweis stellte, wurde in diesem Moment ihr politisches Gewicht offenkundig.
Nach Sejans Tod, der von seinen Männern für ein donativum (kaiserliches Geldgeschenk) letztlich geopfert wurde, begann die Garde, im Reich eine zunehmend ambitionierte und blutige Rolle zu spielen, wenn ihr schwache Kaiser den entsprechenden Spielraum boten. Die Prätorianer verstanden sich als Repräsentanten der römischen Armee im Zentrum der Macht und sahen sich überdies als eine Eliteeinheit mit hohen Ansprüchen an. Im Jahr 41 wurde Kaiser Caligula von einigen Verschwörern aus der senatorischen Klasse und der Garde getötet. Die Prätorianer, die in ihrer Mehrheit offensichtlich nicht in das Attentat verwickelt gewesen waren, setzten daraufhin (auch aus Anhänglichkeit gegenüber dem Kaiserhaus) spontan Caligulas Onkel Claudius auf den Thron und nahmen dabei in Kauf, dass der Senat dazu erfolglos in Opposition ging. Laut Flavius Josephus ging es ihnen darum, mit der Erhebung ihres eigenen Kandidaten anderen Gruppen zuvorzukommen, damit der neue Kaiser in ihrer Schuld stehe. Der Senat musste sich der Entscheidung der Garde beugen und Claudius offiziell mit kaiserlichen Vollmachten ausstatten. Erstmals hatten die Prätorianer einen Kaiser erhoben.

### Die Prätorianer unter den Flaviern, Adoptivkaisern und im Vierkaiserjahr
In den ersten zwei Jahrhunderten des Prinzipats kam den Prätorianern eine wichtige Rolle zu, da sie die Einheit waren, die in Italien und in der Hauptstadt Rom das römische Militär repräsentierte. Da ohne die Zustimmung von Soldaten kein Kaiser ausgerufen werden konnte, beanspruchten sie – wie bei Claudius – ein wesentliches Mitspracherecht bei der Nachfolgefrage im Prinzipat.
Während die Garde die faktische Macht besaß, den Kaiser zu töten, spielte sie in der Reichsverwaltung und -politik, abgesehen von Personalentscheidungen im Palast, offenbar keine Rolle. Mitunter war nach einem Umsturz, an dem die Garde beteiligt war, sogar die Rache des neuen Regenten nach besonders haarsträubenden Gewaltakten zu erwarten. Vespasian, der sich auf die verärgerten Kohorten verließ, die zuvor von seinem Rivalen Vitellius entlassen worden waren, reduzierte im Jahr 69 dennoch zunächst ihre Zahl, als er den Thron bestieg. Später kehrte man zur alten Zahl zurück. Unter den starken Kaisern zwischen Trajan und Mark Aurel war der politische Einfluss der Garde und ihrer Präfekten gering, erst mit Commodus begann sich dies wieder zu ändern. Sein Nachfolger Pertinax versuchte, die Gardisten zu disziplinieren, und wurde im Gegenzug 193 von ihnen erschlagen. Anschließend „kaufte“ Didius Julianus den Kaisertitel – oder vielmehr: die Unterstützung der Prätorianer – durch ein hohes Donativ bei einer Art „Auktion“, die die Garde veranstaltete. Für die Bewertung dieser Begebenheit ist allerdings zu bedenken, dass sich bereits frühere Kaiser die Gunst der Prätorianer mit Geldgeschenken erkauft hatten; dass dies bei Julianus in den Quellen als besonders anstößig geschildert wird, liegt nicht zuletzt daran, dass Autoren wie Cassius Dio mit Septimius Severus sympathisierten.

### Septimius Severus: Die Garde verändert sich
Später im Jahr 193 marschierte Septimius Severus in Rom ein, löste die bestehende Prätorianergarde, die zu Didius Julianus gestanden hatte, auf und setzte eine neue Formation aus seinen eigenen pannonischen Legionen an deren Stelle. Bis dahin waren grundsätzlich nur in Italien (und ausnahmsweise in besonders stark romanisierten Provinzen wie der Baetica) geborene römische Bürger in die Garde aufgenommen worden. Nun änderte sich der Charakter der Garde, da sie fortan jedem Legionär und ab 212 auch jedem anderen kaiserlichen Soldaten offenstand, so dass die Trennung zwischen den Prätorianern und dem übrigen Heer zu verschwimmen begann. Die Garde wurde faktisch zu einer normalen Einheit, in die jeder Soldat aufsteigen konnte. Kurz darauf verlor die Einheit zudem ihren Status als einzige bewaffnete Kraft in der Hauptstadt, denn Septimius Severus brach mit der Tradition, keine regulären Truppen in Italien zu stationieren, und verlegte eine Legion, die legio II Parthica, 202 in ein neues Lager vor den Toren Roms (in Albano Laziale). Damit schuf er ein Gegengewicht zu den Prätorianern.

### Die Garde im 3. Jahrhundert

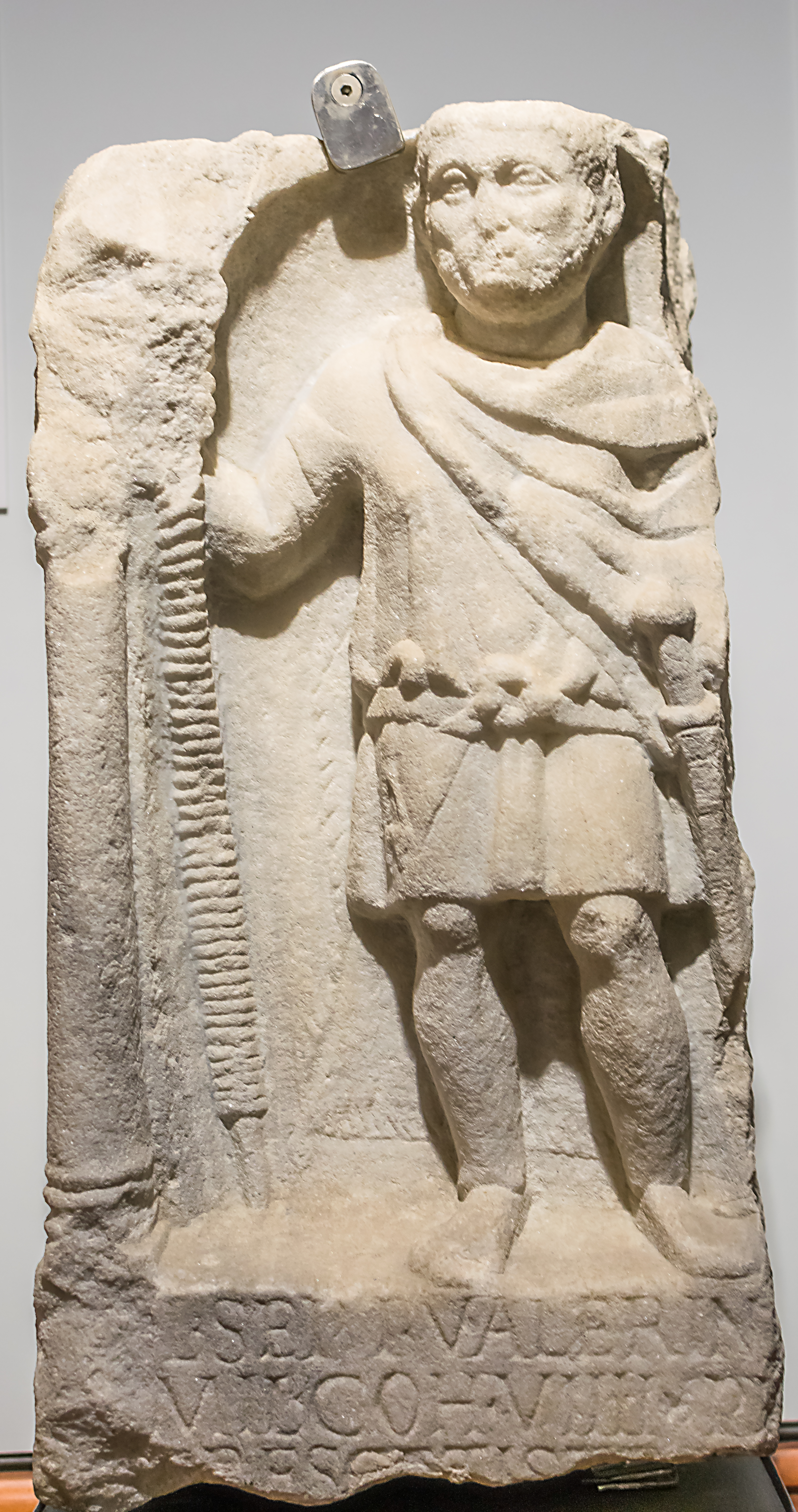
Darstellung eines Prätorianers aus dem frühen 3. Jahrhundert

Dennoch blieb die Garde wichtig, was sich auch in der bedeutenden Rolle spiegelt, die ihre Präfekten spielten. 217 gelang es dem praefectus praetorio Macrinus sogar, selbst Kaiser zu werden, wenngleich er sich nicht lange auf dem Thron zu halten vermochte. Der aufsässige Mob kämpfte im Sechskaiserjahr 238 auf Roms Straßen offen mit den Prätorianern, die wenig später die Kaiser Balbinus und Pupienus ermordeten, da diese gegen ihren Willen vom Senat ausgerufen worden waren. Die Garde ließ stattdessen den Caesar Gordian III. als Kaiser akklamieren, dessen Prätorianerpräfekt Timesitheus wenig später zum faktischen Regenten des Imperiums aufstieg. Sein Nachfolger als praefectus praetorio, Philippus Arabs, wurde 244 Kaiser.
Zugleich wurden im 3. Jahrhundert weitere Gardeeinheiten etabliert: Da die Soldatenkaiser dieser Zeit öfter auf Reisen waren als die früheren Herrscher, entstanden die protectores domestici. Im Jahr 271 zog Aurelian mit Legionen, Prätorianerkohorten und anderen Kavallerieeinheiten nach Osten, um die Macht Palmyras zu brechen. Palmyra wurde leicht besiegt. Moderne Forscher erwägen, dass Diokletian und seine Mitkaiser aus diesem Grund nach dem Vorbild Aurelians seit 284 schrittweise den sacer comitatus (die kaiserliche Eskorte im Feld) entwickelten: Dies waren Truppen, die einen Ausleseprozess durchlaufen hatten und Kommandostrukturen besaßen, die offenbar nach dem Modell der alten Prätorianerkohorten gestaltet waren, nicht aber deren einförmige Zusammensetzung besaßen und wesentlich größer waren.
Diokletian, zuvor Kommandeur dieser Garde, schränkte den Status der Prätorianer nach seinem Herrschaftsbeginn als Kaiser 284 ein; sie waren fortan nicht mehr Teil des Palastes, zumal Diokletian nicht mehr in Italien, sondern vornehmlich in Nikomedia residierte, etwa 100 Kilometer von Byzanz entfernt in der Provinz Bithynien. Auch die drei Mitkaiser Diokletians residierten nicht in Rom. Ein neues Korps, die Jovianer und Herkulianer, ersetzte die Prätorianer als Leibwache der Kaiser, eine Praxis, die während der Tetrarchie auch funktionierte. Bei Diokletians Rücktritt am 1. Mai 305 scheinen die castra praetoria in Rom daher nur noch eine recht kleine Garnison umfasst zu haben.

### Das Ende der Prätorianer
Der Anfang vom Ende der Prätorianer in der römischen Geschichte wurde eingeleitet, als Maxentius, der 305 als Nachfolger seines Vaters Maximian übergangen worden war, nach der Macht strebte; die Truppen in Rom nahmen sich des Problems an und riefen ihn am 28. Oktober 306 zum Kaiser aus:

„Da zog er (Maxentius) als Helfer bei seinem Unternehmen den Lucianus hinzu, den Verantwortlichen für die Versorgung mit dem Schweinefleisch, mit dem die öffentliche Kasse das Volk von Rom versorgte, sowie die Tribunen Marcellianus und Marcellus und die Soldaten am Kaiserhof, die man die Prätorianer nannte. Von letzteren wurde er auf den Kaiserthron erhoben, wobei er versprach, dass er es diesen, die dies für ihn taten, mit reichen Gaben vergelten werde.“

Da Maxentius in Rom residierte, nahmen Größe und Bedeutung der Prätorianer unter ihm wieder stark zu; doch die übrigen Kaiser erkannten den Usurpator nicht an. Severus, einer der legitimen Herrscher, versuchte auf Befehl des senior Augustus Galerius, die Garde aufzulösen, schaffte es aber nur, diese noch fester an Maxentius zu binden. Severus fand den Tod.
Als Konstantin I. dann im Jahr 312 bei seiner Invasion Italiens eine endgültige Konfrontation in der Schlacht an der Milvischen Brücke vor Rom erzwang, bildeten die Prätorianer den Kern von Maxentius’ Armee. Nach seinem Sieg löste Konstantin die Prätorianergarde daher auf. Die überlebenden Soldaten wurden in die verschiedenen Winkel des Reiches versetzt, die castra praetoria zerstört. Nach fast 350 Jahren war die Auflösung der kaiserlichen Prätorianergarde ein bedeutendes Ereignis, das den Beginn einer neuen Ära in der römischen Geschichte einleitete. Das Amt des mächtigen Prätorianerpräfekten blieb allerdings bestehen; bis ans Ende der Spätantike stellte es den wichtigsten Posten innerhalb der zivilen Reichsverwaltung dar.

## Organisation

### Die Prätorianer im Vergleich zu den Legionstruppen
Während sie in Rom als Garde dienten, trugen die Prätorianer Schwert, Lanze und Schild, aber keine Rüstung für den Kampf und keinen Helm. Diese kamen nur zum Einsatz, wenn sie, was erst seit dem Vierkaiserjahr 69 n. Chr. üblich wurde, als Kampftruppe in Feld eingesetzt wurden. Hierbei waren die Prätorianer jeder Einheit der römischen Armee gleichgestellt. Von den ersten Kaisern nur sehr selten eingesetzt, zum Beispiel während der Germanicus-Feldzüge 14 bis 16 n. Chr., insbesondere in der Schlacht am Angrivarierwall, wurden sie ab 69 wesentlich aktiver. Sie kämpften in der ersten Schlacht von Bedriacum für Otho, unter Domitian und Trajan nahmen sie an den Kriegen von Dakien bis Mesopotamien teil, während sie unter Mark Aurel Jahre an der Donaufront verbrachten. Im 3. Jahrhundert unterstützten Prätorianer die Kaiser in mehreren Städten und bei Feldzügen.
Obwohl die Prätorianer Ähnlichkeiten mit den Legionstruppen aufwiesen, gab es doch einige Unterschiede. Ihre Kohorten waren größer, der Sold und die zusätzlichen Leistungen waren besser, und auf ihr militärisches Können war Verlass. Sie erhielten höhere Geldgeschenke (Donativa) von den Kaisern als die regulären Truppen; dies allerdings nur selten. Unter Augustus bestanden die Prätorianerkohorten wahrscheinlich aus 9.000 Männern (Cassius Dio spricht von der doppelten Zahl), die aus der regulären Armee oder der Jugend von Etrurien, Umbrien und Latium rekrutiert wurden, später auch aus Macedonia, Hispania Baetica, Hispania Tarraconensis, Lusitania und Illyrien. Vitellius bildete eine neue Garde aus den germanischen, Septimius Severus dann aus den pannonischen Legionen. Darüber hinaus füllte letzterer ihre Reihen mit Soldaten aus dem gesamten Reich auf.
Zur Zeit des Augustus, etwa um 5 n. Chr., bestand jede Kohorte der Prätorianer aus 500 oder 1000 Männern (die Quellen sind widersprüchlich), jedoch war, wie bei den Legionen, der sofort einsetzbare Teil wesentlich kleiner. Tacitus berichtet, dass die Zahl der Kohorten im Jahr 47 von neun auf zwölf erhöht wurde, im Jahr 69 wurde sie kurzzeitig auf 16 aufgestockt, von Vespasian dann schnell wieder auf neun reduziert. Im Jahr 101 schließlich wurde sie wieder auf zehn angehoben, so dass im Ergebnis eine Elitetruppe von 5.000 oder 10.000 Mann zur Verfügung stand. Septimius Severus erhöhte den Sollbestand der Kohorten dann auf je 1500 Mann.

### Die Ausbildung der Prätorianer
Die Ausbildung der Gardisten war aufgrund der freien Zeit, die zur Verfügung stand, wenn sie nicht als Wache eingesetzt waren oder mit dem Kaiser reisten, intensiver als in den Legionen, wobei die Garde den gleichen Vorschriften folgte wie die restliche Armee. Auch die Ausrüstung war die gleiche – mit einer bemerkenswerten Ausnahme: speziell dekorierte Brustpanzer, besonders geeignet für Paraden und offizielle Anlässe. Folglich besaßen die Gardisten zwei Ausrüstungen: eine für den Dienst in Rom und eine für das Feld.

### Die Besoldung
Die Prätorianer erhielten deutlich höhere Bezüge als die anderen römischen Soldaten. Sie wurden nach einem System bezahlt, das sesquiplex stipendium genannt wurde, was einem anderthalbfachen Sold entsprach. Zum Teil erhielten sie aber eine noch höhere Bezahlung, die dreimal im Jahr, im Januar, Mai und September, erfolgte. Augustus zahlte 150 Denare Legionärsjahressold (375 Denare an die Prätorianer), Claudius setzte den Lohn für die Prätorianer auf drei Zahlungen à 225 Denare fest. Ein Prätorianer bekam dann bereits 675 Denare Jahressold. Domitian erhöhte das stipendium der Prätorianer auf 300 (3 Zahlungen = 900 Denare), Commodus auf 375, Severus auf 500 (3 Zahlungen = 1.500 Denare) und Caracalla auf 700 Denare (3 Zahlungen = 2.100 Denare). Zu besonderen Anlässen erhielt die Garde vom Kaiser ein „Donativum“. Wenn ein Prätorianer in den Ruhestand ging, erhielt er 5.000 Denare, ein Landgeschenk und ein Diplom „für den Krieger, der mutig und treu seinen Dienst erfüllt hat“. Nicht wenige Prätorianer wählten danach aber den Wechsel zu den evocati („den Herbeigerufenen“), die als erfahrene Soldaten weiter im Dienst des Kaisers blieben. Die evocati trugen durch einen Goldring und einen Rebstock als Statussymbole; es handelte sich um besonders verdiente Veteranen, die nun oft Spezialaufgaben übernahmen und besonders gut bezahlt wurden.

## Ränge
| Munifex     | Einfacher Soldat. |
| Immunes     | Mannschaftsdienstgrade, die von der normalen Arbeitspflicht (munera) der Soldaten befreit waren.                                                                                                  |
| Evocati     | Soldaten, die nach Erfüllung der Regeldienstzeit freiwillig länger dienten. Evocati der Prätorianer, die zu den Legionen wechselten, wurden dort als evocati Augusti in höherem Rang eingestellt. |
| Centuriones | Befehlshaber einer Zenturie. Eine Kohorte bestand aus sechs Zenturien. Im Gegensatz zu den Legionen waren Prätorianerzenturionen untereinander ranggleich.                                        |
| Tribuni     | Niedrigster Stabsoffiziersrang, bei den Prätorianern üblicherweise aus dem Ritterstand. Im Gegensatz zum Legaten Befehlshaber nur einer einzigen Kohorte.                                         |

Neben den Kohorten unterstanden den Befehlshabern der Prätorianergarde, den Praefecti, von denen es in der Regel jeweils zwei gab, gelegentlich aber auch nur einen, weitere Truppenteile. Dies waren die speculatores („Kundschafter“) und die statores („Polizei“) die durch die Kaiser vor allem als politische Polizei, aber auch für Kurierdienste eingesetzt wurde, sowie die durch Galba geschaffene persönliche Kavallerie des Kaisers, die equites singulares Augusti.

## Söldner als kaiserliche Leibwache
Trotz der Schutztruppenaufgabe der Prätorianer für Feldherren und römische Kaiser umgaben sich diese im engeren Kreis seit Augustus meist mit barbarischen Söldnertruppen als Leibwache. Diese wurden sowohl unter den Germanen, Galliern, Thrakern, in der Spätantike auch, nachweislich unter den Burgunden rekrutiert und hatten den Vorteil, dass sie nicht in die Intrigen und Machtkämpfe der römischen Gesellschaft involviert waren. Weiter waren sie als Fremde in Rom besonders stark von ihrem Herren abhängig. Neben diesen Aspekten war aber vor allem ihre Loyalität (sie kamen meist aus Sozialisationsverhältnissen, in denen Loyalität einen besonders hohen Stellenwert hatte) das Hauptargument gegenüber den Praetorianern.

## Moderner Gebrauch des Begriffs
Im übertragenen Sinn bezeichnet man mit dem Begriff einer „Prätorianergarde“ eine treu ergebene Gruppe nahestehender Personen im Umfeld mächtiger Personen (Politiker, Wirtschaftsführer). Als Beispiel dieser Begriffsdefinition kann man das Netzwerk um den ehemaligen österreichischen Bundeskanzler Sebastian Kurz nennen, dessen enger Vertrauter Thomas Schmid sich selbst als solchen bezeichnete.
Der Begriff des „Prätorianismus“ bezeichnet vor allem die Bereitschaft höherrangiger Personen der stehenden Streitkräfte eines Landes, bei als ungünstig oder unzuträglich angesehenen politischen Entwicklungen durch oft gewaltsames Eingreifen in die Politik den von ihnen erwünschten Zustand herbeizuführen, indem etwa Personen an die Macht verholfen wird, welche sich im Sinne der Militärs einsetzen sollen. Ein Beispiel ist das Spanien des 19. Jahrhunderts, als Dutzende pronunciamientos durch Militärs wie zum Beispiel Rafael del Riego und Baldomero Espartero Monarchen, Regenten, Verfassungen sowie eine Republik einsetzten, verteidigten, bekämpften und wieder abschafften.